# Смерч (броненосная лодка)
«Смерч» — двухбашенная броненосная лодка (броненосец береговой обороны) Российского Императорского флота, построенная в 1864 году по проекту английского инженера К. Митчелла.

## Служба
2 октября двухбашенная броненосная лодка «Смерч» перешла с завода-строителя через бар реки под буксирами ботов, и далее разведя собственные пары в Кронштадт для окончательной отделки. Здесь же её ввели в гидравлический док для смены повреждённой лопасти одного гребного винта.
23 июля 1865 года затонула в финляндских шхерах между островами Спаргольм и Стокгольм в результате удара о необозначенный на карте подводный риф. 20 августа 1865 года поднята и введена в строй.
1 февраля 1892 году переклассифицирована в броненосец береговой обороны.

## Командиры
- 26.08.1863[3]—24.02.1869 — капитан-лейтенант (с 26.09.1866 капитан 2 ранга) Алексей Александрович Корнилов
- 24.02.1869—07.04.1869 — капитан-лейтенант Владимир Николаевич Брылкин
- 07.04.1869—17.01.1872 — капитан-лейтенант Павел Петрович Тыртов
- 17.01.1872—хх.хх.хххх — капитан-лейтенант Николай Ефимович Клочков
- хх.хх.1882—хх.хх.1885 — капитан 1 ранга Владимир Дмитриевич Батурин
- хх.хх.1885—хх.хх.1886 — капитан 2 ранга Дмитрий Фёдорович Мертваго
- 12.01.1887—хх.01.1889 — капитан 2 ранга Сергей Ильич Палтов
- 29.10.1890 капитан 2-го ранга Петр Васильевич Винокуров
- 1891—1892 — Василий Васильевич Игнациус
- 01.01.1893—хх.хх.1895 — капитан 2-го ранга барон Бруно Александрович Фитингоф
- 20.02.1895—12.01.1898 — капитан 2 ранга Фёдор Фёдорович Сильман
- 12.01.1898—хх.хх.хххх — капитан 2 ранга Александр Александрович Большев